# Мармолада (ледник)
Мармолада (итал. Ghiacciaio della Marmolada) — ледник, расположенный в горном массиве Мармолада в провинциях Тренто и Беллуно Италии. Это единственный ледник Доломитовых Альп. В течение первой мировой войны через ледник проходила линия фронта между Австро-Венгрией и Италией, и австрийские солдаты строили целые кварталы в леднике, формируя своеобразный "ледяной город" значительных размеров. 
В долине, ниже ледника расположен музей Первой мировой войны (Museo della Grande Guerra in Marmolada).
3 июля 2022 года произошёл сход ледника. Погибли 6 человек, 19 пропали без вести.
Научные наблюдения ледника начались в 1888 году. 
По данным защитников окружающей среды «Legambiente», международной комиссии по защите Альп («Cipra») и Итальянского комитета по ледникам, из-за повышения средней температуры  ледник тает, и может исчезнуть к 2040 году. Ледник теряет от 7 до 10 см толщины в день. За период с 2019 по 2024 год ледник потерял 70 гектар площади поверхности. 
С 1888 года ледник опустился на 1 200 м, до отметки 3 500 м.
Вследствие таяния ледника на поверхности стали появляться покрытые им предметы, в том числе письма, дневники солдат Первой мировой войны, тела солдат 

## Галерея

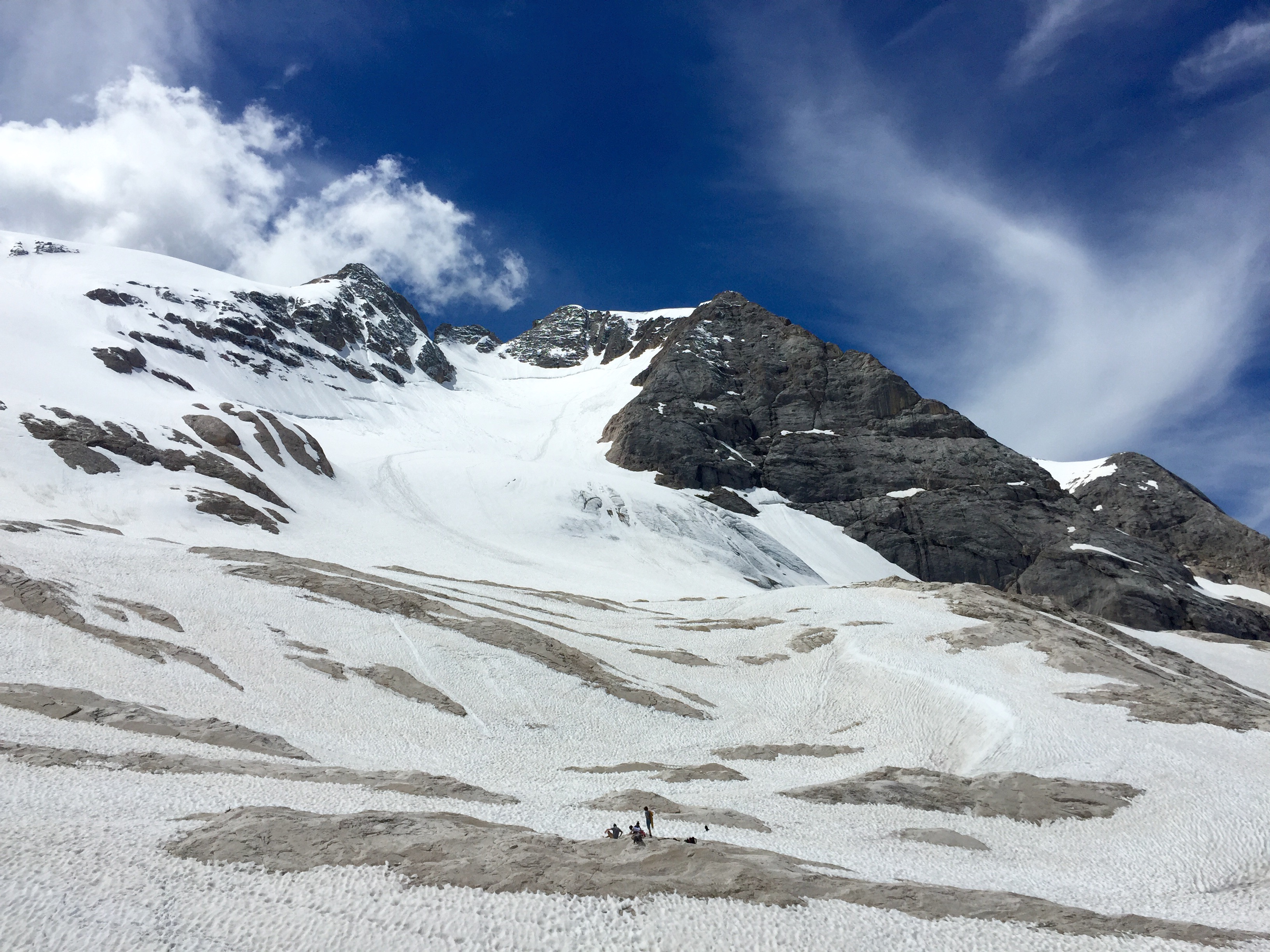
Ледник в июле 2015 Вид из Pian dei Fiacconi